# Людовик XVIII
Людовик XVIII (фр. Louis XVIII; Луї-Станіслас-Ксав'є, фр. Louis Stanislas Xavier; 17 листопада 1755, Версаль — 16 вересня 1824, Париж) — король Франції (1814-1824, з перервою в 1815), брат Людовика XVI, який носив у час його правління титул графа Провансальського (фр. comte de Provence) і почесний титул Мосьє (фр. Monsieur), а потім, під час еміграції, прийняв титул графа Лілльського. Посів престол у результаті Реставрації Бурбонів.

## На чолі еміграції (1791—1814)
Вів при дворі свого брата порівняно скромне життя. Одружився у 1771 з Марією-Жозефою Савойською; дітей не мав. Після шлюбу йому були присвоєні вищі титули герцога Анжуйського та Вандомського, але він і надалі був відомий переважно як граф Прованський.
У 1791 втік за кордон одночасно з Людовиком XVI, але вдало. З тих пір він жив то в Брюсселі, то в Кобленці, то у Вероні, то в Бланкенбургу, то в Мітаві, то у Варшаві, то знову в Мітаві. Його виганяють за вимогою французького уряду або приймають внаслідок ворожих відносин з ним: так, Росія прийняла його в 1797, вигнала в 1801, знову прийняла в 1805 і знову вигнала після Тільзітського миру.
Після одержання звістки про смерть у Франції свого малолітнього племінника, Людовика XVII, у 1795 проголосив себе, як старший у династії, королем Франції під ім'ям Людовика XVIII.
Після короткого перебування у Швеції Людовик оселився нарешті в Англії, купив замок Хартвелл (у графстві Бакінгемшир) і вичікував подій. Хоча він і був визнаним главою еміграції, але не володів ні енергією, ні заповзятливістю, необхідними в такому положенні: навіть фізично він був вкрай неповороткий внаслідок своєї надмірної повноти; лише з великим небажанням, змушений родичами, він двічі, у 1792 і 1796, ненадовго взяв участь у воєнних діях. Надаючи активну роль енергійнішому своєму братові, графу Артуа, він часом видавав маніфести (в основному, утім, їм тільки підписані), якими нагадував Європі про своє існування.
У 1800 звернувся до генерала Бонапарта з наївним листом, у якому говорив: «поверніть Франції її короля, і майбутні покоління будуть благословляти ваше ім'я». Він рішуче і твердо відмовився від пенсії в 2 млн франків, що йому запропонував Бонапарт за відмовлення від домагань на престол. Від інших емігрантів він відрізнявся тим, що був здатний брати уроки з подій — він зрозумів, що повне повернення до минулого неможливе, перебування в Англії переконало його в сумісності монархії з конституційним режимом. М'якість і поступливість характеру, якими він вдався в свого старшого брата, штовхали його на конституційну дорогу, але слабість і нерішучість, якими він нагадував його ж, заважали йому послідовно її триматися.

## Початок правління. Конституційні реформи (1814—1815)
Коли сенат 6 квітня 1814 проголосив реставрацію Бурбонів і конституцію, Людовик відмовився визнати цю конституцію, як створену слугами узурпатора. Тільки після посилених наполягань російського імператора Олександра I, що заявив, що поки Людовик не дасть формальної обіцянки ввести конституційні порядки, він, Олександр, не допустить його в'їзду в Париж, Людовик підписав складену Талейраном декларацію з обіцянкою конституції (фр. déclaration de Saint-Ouen) і урочисто в'їхав у Париж 3 травня 1814.
27 травня була підписана конституційна хартія, але негайно ж, незважаючи на все бажання Людовика триматися неї, почалися грубі її порушення: прихильники імператора та республіки, а також протестанти притіснялися, свобода друку існувала тільки на папері. Цікаво, що останній Людовик XVIII зійшов на престол практично рівно через тисячу років після першого Людовика.

## «Сто днів» Наполеона I і повернення до влади (1815—1824)
При звістці про висадження Наполеона I Бонапарта («Сто днів») Людовик видав прокламацію, у якій знову обіцяв дотримувати хартії, і поспішно покинув Париж.
Після битви під Ватерлоо він повернувся під охороною герцога Веллінгтона у Париж і в новій прокламації підтвердив свою обіцянку, а також оголосив загальну амністію, з якої, однак, були виключені «всі зрадники і винуватці вторинного воцаріння Наполеона»; потім пішли страти, вигнання бонапартистів, «царевбивць» і взагалі республіканців із Франції, конфіскації майна тощо. Потім пішли кілька років помірковано-ліберального правління, після убивства герцога Беррійського знову уступили місце реакції.
Людовік ніколи не цікавився жінками і, судячи зі свідчень сучасників, практично не спілкувався зі своєю дружиною. Неясно, що ховалося за фасадом жінконенависництва − асексуальність, імпотенція чи латентна гомосексуальність. Спадкоємцем бездітного монарха став молодший брат, 67-літній Карл X. Це була єдина цілком регулярна зміна влади у Франції протягом усього XIX століття (до 1871 року зміна влади супроводжувалася тим чи іншим переворотом, а потім жоден президент Французької республіки з 1871 до 1906 не пробув на посаді до кінця терміну).

## В художній літературі
Дюма А. Граф Монте-Крісто.